# Introductor d'ambaixadors
L'Introductor d'Ambaixadors és un funcionari diplomàtic dependent del Ministeri d'Afers Exteriors, Unió Europea i Cooperació d'Espanya, que posseeix rang d'Ambaixador i és responsable de la preparació, coordinació i execució dels actes oficials i cerimònies relacionats amb la política exterior de l'Estat, que tinguin lloc al territori espanyol i en l'exterior i, en particular, els viatges oficials de Ses Majestats els Reis d'Espanya i les visites dels Caps d'Estat estrangers.
El Introductor/a d'Ambaixadors posseeix rang de Director/a General. El Introductor/a d'Ambaixadors rep el tractament de Ilustríssim/a Señor/a.
Des del 21 de juliol de 2021, la Introductora d'Ambaixadors és María Sebastián de Erice García de la Peña, tercera dona a ocupar aquesta posició.

## Història
L'Introductor d'Ambaixadors és el càrrec més antic de l'administració civil espanyola, sent creat l'1 d'abril de 1626, en temps de Felip IV, inicialment amb en nom de Conductor d'Ambaixadors, que seria canviat després per Carles III.

## Funcions
El Reial Decret 768/2017 li atorga les següents funcions:
- La preparació, coordinació i execució dels actes oficials i cerimònies relacionats amb la política exterior de l'Estat, que tinguin lloc al territori nacional i en l'exterior i, en particular, els viatges oficials dels reis d'Espanya i les visites dels caps d'estat estrangers.
- La tramitació dels expedients de condecoracions dels ordes d'Isabel la Catòlica i del Mèrit Civil.
- La gestió i control de totes les qüestions relacionades amb les missions diplomàtiques acreditades a Espanya, les seves oficines consulars i els organismes internacionals amb seu o oficina al nostre país, en compliment dels Convenis de Viena sobre relacions diplomàtiques i consulars.

## Dependències
Del Introductor d'Ambaixadors depenen els següents òrgans:
- Subdirecció General de Viatges i Visites Oficials, Cerimonial i Ordres.
- Subdirecció General de Cancelleria.